# Andrew Tosh
Andrew McIntosh (besser bekannt als Andrew Tosh; * 19. Juni 1967 in Kingston) ist ein jamaikanischer Reggaemusiker.
Seine Eltern sind Peter Tosh und Shirley Livingston, seine Brüder sind Jawara Tosh (genannt Tosh 1) und Niambe Tosh.

## Diskografie
- Original Man (1988)
- Make Place for the Youth (1989)
- Message from Jah (2000)
- Andrew Tosh (2001)
- Andrew Sings Tosh: He Never Died (2004)
- Legacy (2010)
- Eye to Eye (2011)

| Personendaten    | Personendaten                      |
| ---------------- | ---------------------------------- |
| NAME             | Tosh, Andrew                       |
| ALTERNATIVNAMEN  | McIntosh, Andrew (wirklicher Name) |
| KURZBESCHREIBUNG | jamaikanischer Reggaemusiker       |
| GEBURTSDATUM     | 19. Juni 1967                      |
| GEBURTSORT       | Kingston, Jamaika                  |